# Trio Kegelstatt
Le Trio Kegelstatt K. 498 (en français : « Trio Les Quilles ») est un trio pour clarinette, alto et piano en mi bémol majeur composé par Wolfgang Amadeus Mozart le 5 août 1786.

## Genèse
C'est chez son ami viennois Nikolaus Joseph von Jacquin, professeur de chimie et de botanique et esprit éclairé, que Mozart a composé cette perle de musique de chambre. Le manuscrit indique le 5 août 1786 comme date d'achèvement. Selon la légende, c'est lors d'une partie de quilles que Mozart en aurait eu l'inspiration, d'où ce surnom Kegelstatt attribué par certains éditeurs à l'œuvre au XIXe siècle.
Une élève de Mozart, Caroline von Pichler a indiqué qu'il aurait été composé pour Franziska von Jaquin, une autre élève de Mozart, fille de son hôte et pianiste accomplie.
La création en aurait été donnée par Franziska au piano, Mozart à l'alto (on sait qu'il aimait jouer de cet instrument, sa Symphonie concertante pour violon et alto en témoigne) et par Paul Anton Stadler à la clarinette, un musicien que Mozart admirait beaucoup et pour lequel il aurait écrit son Concerto pour clarinette ainsi que son Quintette avec clarinette.
Le trio « des Quilles » est par la suite publié en 1788 à Vienne par l'éditeur Artaria, avec une partie de violon comme alternative à celle de clarinette.

## L'œuvre en détail
Le trio, composé de trois mouvements, a une forme plutôt classique.
1. Andante, en mi bémol majeur, à 
, 129 mesures - partition
2. Menuetto + Trio en si bémol majeur (en sol mineur), à 
, 41 + 62 mesures - partition
3. Rondeaux. Allegretto, en mi bémol majeur, à , 222 mesures, sections répétées 2 fois : mesures 67 à 75, mesures 76 à 90, mesures 132 à 153 - partition

- Durée de l'interprétation : environ 20 minutes.

Son instrumentation en revanche est novatrice, aucun compositeur n'ayant avant Mozart regroupé alto, clarinette et piano. Elle sera d'ailleurs ultérieurement reprise, au XIXe siècle notamment, par Robert Schumann avec ses Märchenerzählungen et Max Bruch avec ses Huit pièces pour clarinette, alto et piano. Au XXe siècle, les œuvres suivantes ont été écrites dans la formation du trio de Kegelstatt : Jean Francaix « Trio » (1990), Bertold Hummel « Trio » op. 76a (1981), György Kurtág « Hommage à R. Sch. » op. 15/d (1990). 

## Analyse
Le premier mouvement de ce trio  avec piano n'est pas le traditionnel allegro d'ouverture, mais un andante plus contemplatif. À la suite, le deuxième mouvement n'est évidemment pas le traditionnel mouvement lento, mais un menuetto modéré, et le dernier mouvement, bien que vif, n'est pas l'allegro standard. En bref, les contrastes de tempo dans ce trio ne sont pas aussi marqués que dans la plupart des trios avec piano de l'époque de Mozart.
Le musicologue Alfred Einstein a particulièrement apprécié l'œuvre et, sous la forme de trios avec piano, l'a classée parmi les plus grandes œuvres de musique de chambre de Mozart. Il la décrit comme une "œuvre profondément personnelle", qu'il a écrite spécifiquement pour Franziska,  « l'incarnation de l'intimité, de l'amour, de l'amitié et de l'inspiration », soulignée par la tonalité principale de mi bémol majeur, comme l'incarnation de « l'amitié intime ». Pour la chercheuse musicale Irina Yakushina, la clarinette dans la musique véhicule une rêverie et une sensualité particulières.
À propos de l'instrumentation: Mozart accorde à chacun des trois instruments une importance égale et chaque instrument se distingue également en tant qu'instrument soliste. « Trois instruments plongent dans une conversation oubliée au niveau des yeux : parfois gaie, parfois sérieuse, mais toujours pleine d'amour ».

## Le manuscrit
Le manuscrit du Trio Kegelstatt de Mozart a fait partie un temps de la collection du compositeur et musicographe Charles Malherbe qui en a fait don, en 1912, à la Bibliothèque nationale de France où il est depuis conservé dans un excellent état. Le manuscrit porte les mentions : Clarinetto in B, viola, Piano forte (qui surcharge Ce(mbalo)). Dans le Menuetto et l'Allegretto, on retrouve la mention : Cembalo (clavecin, en italien et en allemand).